# Olenellina
Olenellina és un subordre de l'ordre de trilobits Redlichiida. Conté dues superfamílies: Olenelloidea (amb dues famílies) i Fallotaspidoidea (amb cinc). Els Olenellina són alguns dels trilobits més primitius. Aparegueren a principis del Cambrià i s'extingiren a finals del Cambrià inferior.

## Aparença física
Vegeu l'article Trilobit per una explicació dels termes morfològics.
Cèfalon: Sense sutura facial, i una glabel·la amb solcs laterals bastant pronunciats. En algunes espècies, el lòbul glabel·lar frontal és gairebé circular. Hi ha una hipòstome conterminant amb una placa rostral molt ample que s'estén entre els angles genals, amb una sutura perirostral.
Tòrax: Molts segments, amb un eix que sol tenir espines.
Pigidi: Estret i amb pocs segments.
Els Olenellina són els trilobits més antics de l'estratigrafia del Cambrià.